# هانس إلير
هانس إلير (بالألمانية: Hans Eller)‏ هو مجدف ألماني، ولد في 14 أغسطس 1910 في غدانسك في بولندا، وتوفي في 4 أبريل 1943 في روسيا.

## وصلات خارجية
- هانس إلير على موقع الاتحاد الدولي للتجديف (الإنجليزية)
- هانس إلير على موقع اللجنة الأولمبية الدولية (الإنجليزية)
- هانس إلير على موقع أوليمبيديا (الإنجليزية)